# 87e régiment d'infanterie territoriale
Pour les articles homonymes, voir 87e régiment.
Le 87e régiment d'infanterie territorial est un régiment d'infanterie de l'armée de terre française qui a participé à la Première Guerre mondiale. Stationné en Bretagne, il a pour mission dans les premiers jours de guerre de protéger les cotes bretonnes et l'arsenal de Brest. À la fin août 1914, le régiment est transporté à Paris et ses différents bataillons dispersés en fonction des besoins. Le 19 février 1916, le régiment est dissout.

## Création et différentes dénominations
- 27 avril 1875 : création du 87e régiment d'infanterie territoriale, en prévision d'une mobilisation
- août 1914 : formation du régiment
- mars 1909 : Manœuvres du 3 au 10 mars 1909 autour de Brest. Logé à la caserne de l'Harteloire[1]
- 19 février 1916 : dissolution du régiment

## Chefs de corps
- août 1914 : lieutenant-colonel de Robien

## Drapeau
Il ne porte aucune inscription.

## Personnages célèbres ayant servi au87eRIT
- Ambroise de Poulpiquet (1878-1615), théologien dominicain.

## Sources et bibliographie
- Historique du 87e régiment d'infanterie territoriale pendant la guerre 1914-1918, Brest, Militant, 1921, 12 p., lire en ligne sur Gallica.